# (5311) 1981 GD1
1981 جي دي 1 (ويعرف أيضًا باسم (5311) 1981 جي دي 1 وفق تسمية الكوكب الصغير) (بالإنجليزية: 1981 GD1)‏ هو كويكب ضمن حزام الكويكبات؛ وترتيبه 5311 من حيث الاكتشاف.
اكتُشف هذا الجُرم الفلكي بواسطة باميلا إم كيلمارتن في 3 أبريل 1981.

## وصلات خارجية
- (5311) 1981 GD1 في قاعدة بيانات مختبر الدفع النفاث لأجرام النظام الشمسي الصغيرة

- الاكتشاف · مخطط المدار ·  العناصر المدارية · المعلمات المادية

- (5311) 1981 GD1 على موقع ويكي سكاي: DSS2, SDSS, GALEX, IRAS, Hydrogen α, X-Ray, Astrophoto, Sky Map, Articles and images